# Larva dauer

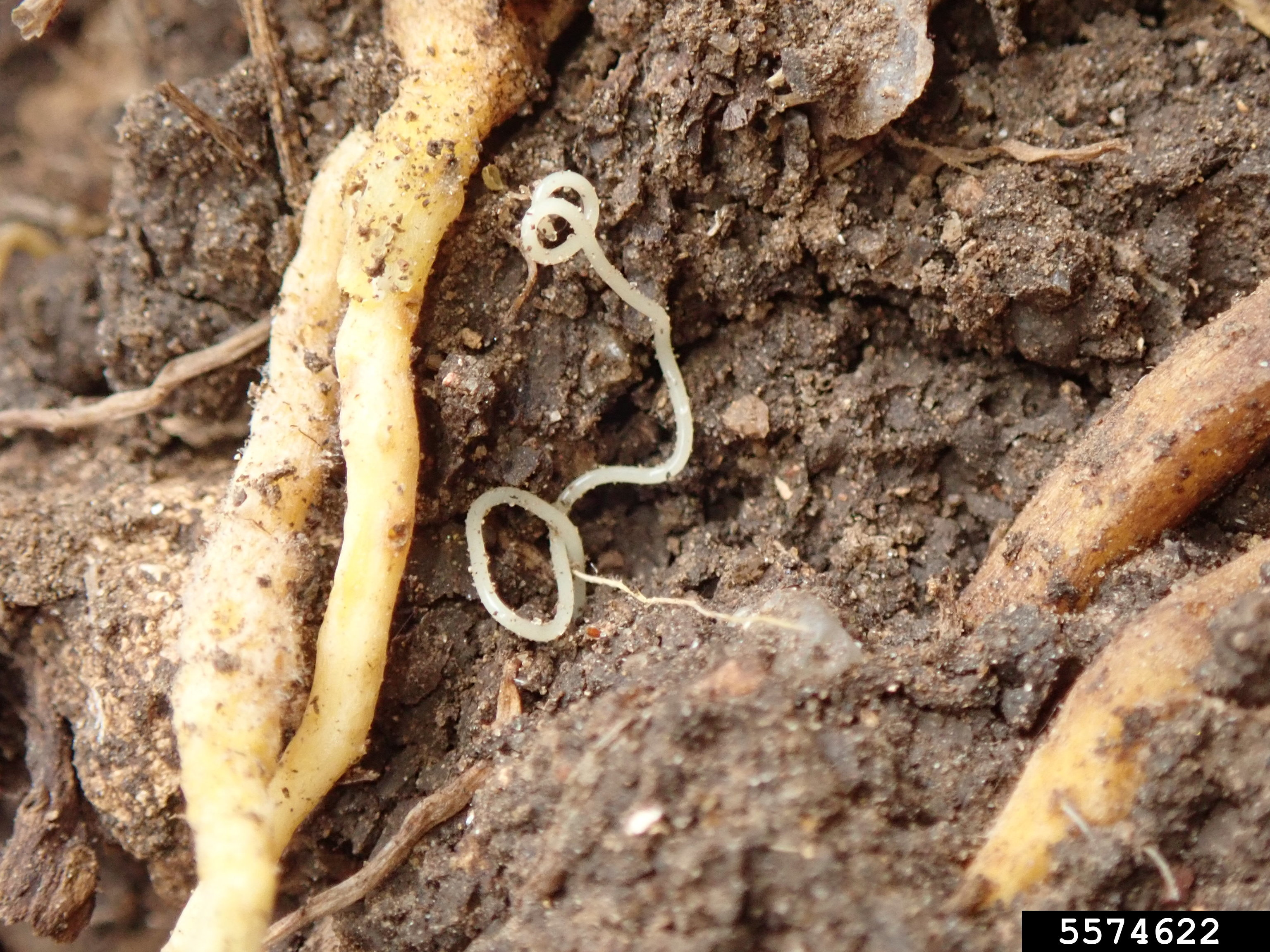
Mermis nigrescens. Adultos latentes encontrados en el suelo.

La larva dauer (Dauer, en alemán duración) es un estadio que se presenta durante el desarrollo de nematodos como respuesta a condiciones ambientales adversas. Esta larva se caracteriza principalmente porque durante este estadio no se alimenta y presenta una cutícula más resistente que las larvas del desarrollo regular del nematodo. Se han hecho varios estudios sobre la feromona Dauer que promueve dicho estadio, la cual al parecer es específica entre especies. Se han descrito la mayoría de las rutas que están involucradas en la modulación de este estadio. 
En 1975 Cassada y Russell describieron el estadio larval dauer en Caenorhabditis elegans realizando un seguimiento del crecimiento y la muda a poblaciones sincrónicas. A partir de ello observaron que este estadio larval significa un estado de arresto en un punto específico del ciclo de vida y la generación de segunda muda de cutícula; ambos cambios en respuesta a factores ambientales externos.

## Influencias ambientales en el arresto dauer
Durante cada muda del ciclo de vida regular del nematodo éste pasa a través de un periodo de letargo, una etapa durante la cual la alimentación y la locomoción se encuentran transitoriamente detenidas. En la forma larval dauer la alimentación se detiene por un tiempo indefinido y se produce una disminución notable en la locomoción.
Tomando como modelo a Caenorhabditis elegans, la transición a larva dauer se produce al final de la etapa larval L1 y gira en torno a tres parámetros ambientales: la densidad de población, el suministro de alimentos y la temperatura ambiental. La densidad poblacional es  la mayor influencia que promueve el arresto dauer, esta condición se transmite en la población por la feromona Dauer, la cual es sintetizada constitutivamente, lo que permite la detección de este estadio y evita la salida del estadio dauer.
Por el contrario, una señal hidrofílica termoestable proporciona información sobre la disponibilidad de alimentos, inhibe el arresto dauer y promueve la salida de este estadio larval. La medición de las  cantidades de estas dos sustancias resultan en una medida útiles para determinar si un organismo se encuentra en arresto dauer. El aumento en la temperatura incrementa los niveles de feromona dauer, algunos ensayos con mutantes sensibles a cambios de temperatura que son constitutivos para la feromona dauer, sugieren que el arresto en dauer es intrínsecamente dependiente de la temperatura.

## Morfología
Las larvas dauer son morfológicamente distinguibles de aquellas larvas que se generan a lo largo del ciclo de vida regular del nematodo. Las larvas dauer se encuentran comprimidas radialmente y poseen una cutícula especializada. Los orificios orales se encuentran cerrados por una especie de tapón interno, la faringe se encuentra constreñida y no bombea. Esta cutícula específica del estadio dauer y la ausencia del bombeo faríngeo le confieren resistencia a muchos factores ambientales, tales como el SDS. Dicha resistencia al SDS es usada en métodos de aislamiento de larvas dauer lo cual facilita el análisis genético de la formación de la larva dauer.

## Metabolismo
En el organismo modelo C. elegans se presenta un cambio metabólico entre los estadios larvales L1 y L2; Los embriones y larvas L1 usan el ciclo del glioxilato para generar carbohidratos a partir de las reservas lipídicas, por otro lado, las larvas L2 y estadios posteriores del desarrollo utilizan la respiración aerobia por lo que muestran un incremento en la actividad del ciclo del ácido cítrico. Las larvas dauer no pasan por este cambio hacia la respiración aerobia. Comparándola con larvas en crecimiento las larvas dauer parecen ser transcripcionalmente inactivas, no obstante, tienen altos niveles de ARNm que codifica para la proteína de choque térmico Hsp90, la superóxido dismutasa y la catalasa. De lo anterior puede inferirse que las larvas dauer están adaptadas para resistir estrés metabólico, lo cual es consistente con las observaciones sobre su longevidad.

## Posible relación entre dauer y parasitismo
Ya que la larva infectiva de los nematodos presenta ciertas similitudes con el estadio de resistencia de la larva dauer, y que por ello se ha sugerido que la primera puede derivar de la última. Ogawa y colaboradores estudiaron genes candidatos que intervinieran tanto en el paso a larva dauer y larva infectiva. Seleccionaron a C. elegans, un organismo no parasítico con presencia de larva dauer en su desarrollo, a P. pacifucus, organismo intermedio, y Strongyloides papillosus, un parásito de mamíferos. Los resultados arrojados por estudios farmacológicos y mutaciones muestran que en C. elegans y P. pacifucus el sistema DAF-12 de regulación endocrina se encuentra modulada para la formación de larva dauer. A su vez, demostraron que DA/DAF-12 es un modulador endocrino que se conserva también en la especie parasítica postulándola como unión de ambos estadios y la posible evolución del parasitismo a partir del estadio dauer.